# John Young (Naturforscher)

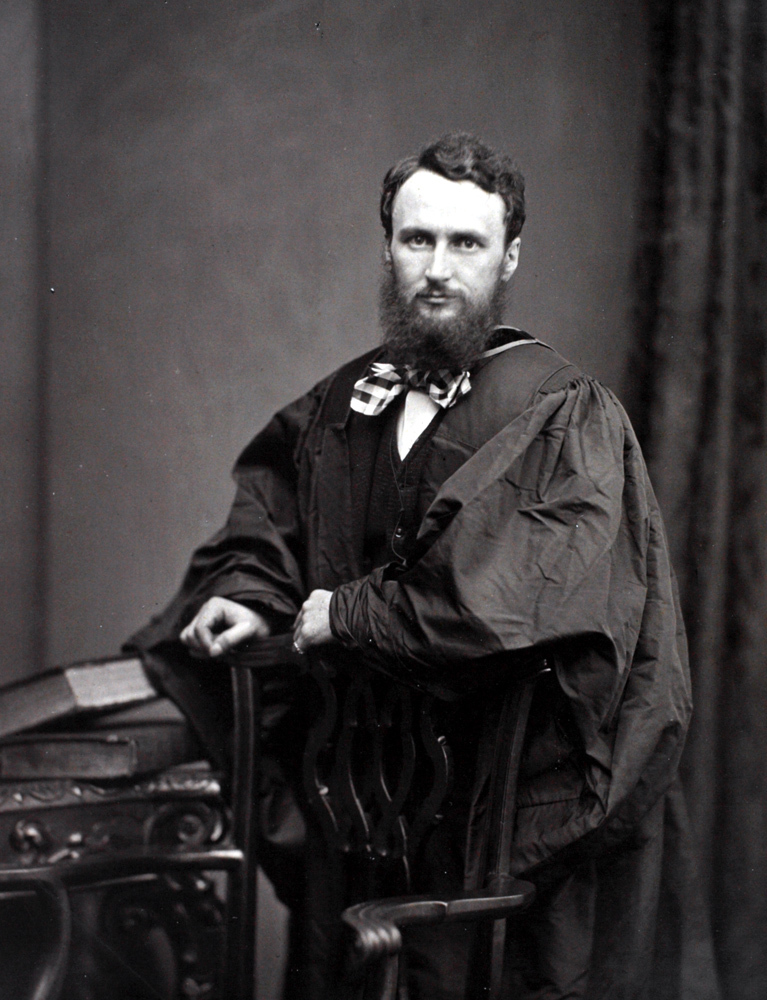
John Young, 1871 (Fotografie von Thomas Annan)

John Young (* 17. November 1835 in Edinburgh; † 13. Dezember 1902) war ein schottischer Arzt und Paläontologe und von 1866 bis zu seinem Tod Regius Professor of Natural History an der University of Glasgow und Kurator des Hunterian Museums.

## Leben
Young besuchte die High School im heimatlichen Edinburgh, studierte Medizin an der University of Edinburgh und schloss sein Studium 1857 mit M.D. ab. Während des Studiums kam er unter den Einfluss bekannter Naturalisten. Nach seinem Studium praktizierte er einige Zeit als Arzt in der Edinburgh Royal Infirmary und im Edinburgh Royal Asylum, bevor er sich 1860 der Ordnance Survey anschloss, der britischen Behörde für Landesvermessung. Hier lernte er Roderick Murchison kennen, mit der er sich anfreundete.
Als der amtierende Regius Professor of Natural History, der US-Amerikaner Henry Darwin Rogers, verstarb, bot man Young die Nachfolge an. Anders als viele Naturalisten unterrichtete Young sowohl Zoologie als auch Geologie, also den vollständigen naturalistischen Kanon. Mit der Professur ging auch die Kuratur des Hunterian Museum einher. Während seiner Amtszeit verantwortete Young den Umzug des Museums 1870 vom Old College zum Gilmorehill.
Young war vielseitig interessiert, malte während seiner Freizeit, galt als Kenner von Literatur und Musik. Seine Vielseitigkeit mag verhindert haben, dass er sich tiefer mit den Wissenschaften seines Fachs, der Geologie und der Zoologie befasste. Seine größte Lebensleistung war die systematische Katalogisierung der Manuskript-, Kunst und Münzbestände des Hunterian Museum. Darüber hinaus setzte er sich für die Bildung von Frauen ein und unterstützte das Technical College.
1863 wurde Young auf Vorschlag von Alexander Keith Johnston zum Fellow der Royal Society of Edinburgh berufen. 1878 oder 79 verließ er die Gesellschaft auf eigenen Wunsch.
Nach einer Periode gesundheitlicher Probleme verstarb Young am 13. Dezember 1902.

## Bibliographie
- Physical Geography; Collins Advanced Science Series. 1874
- Catalogue of Pictures, Sculptures and Other Works of Art in the University of Glasgow. 1880